# Vectrex
A Vectrex egy oszcilloszkópkijelzővel rendelkező második generációs videójáték konzol, amely 1982. novemberében jelent meg Amerikában, majd 1983-ban Európában és Japánban. Gyártója a General Consumer Electronics volt, később a Milton Bradley, miután felvásárolta a céget.

## Jellemzők
A legtöbb korabeli videojáték konzollal ellentétben (amelyek alacsony felbontású pixelgrafikát használtak) a Vectrex vektorgrafikát használt, amelyet egy beépített monokróm CRT kijelzővel jelenített meg. A Vectrex volt a legelső konzol, amelyhez 3D-re képes kiegészítőket is lehetett kapni. A játékok mellé egy képernyőre helyezhető átlátszó színes fólia is járt, amely fontos információk mellett "színessé" tette a kijelzőt. A játékok nagy része korabeli játéktermi játékok átiratai és klónjai voltak, később rengeteg rajongó készített a gépre játékokat és egyéb kiegészítőket.
A Vectrex az Amerikai videójátékpiac 1983-as összeomlásának köszönhetően alig fogyott, és 1984-ben leállították gyártását, miután a Hasbro felvásárolta Milton Bradley-t, így minden idők egyik legkevesebbet eladott videójáték konzolja lett. Rövid élettartama és alacsony eladásai ellenére sokan dicsérték a konzolra megjelent játékokat, grafikai képességeit és a beépített kijelzőjét.
- Vectrex konzolok működés közben
- ROM kazetta és a hozzá tartozó színes fólia